# Har Karkom
Har Karkom (em hebraico:  הר כרכום) é uma montanha em Israel. O seu nome significa "Montanha do Açafrão", mas também é conhecida pelo topónimo Jabal Ideid. Fica no sudoeste do país, no deserto do Negueve, a meio caminho entre Petra e Kadesh Barnea. O local é candidato a integrar a lista de Património Mundial.
Com base na hipótese de que os antigos israelistas viajavam pela península do Sinai em direção a Petra em linha bastante reta, vários estudiosos contemplaram a possibilidade de Har Karkom ser o Monte Sinai bíblico. Seguindo essa teoria, Emmanuel Anati escavou na montanha e descobriu que era um importante centro de culto paleolítico, com o planalto circundante coberto de santuários, altares, círculos de pedra, pilares de pedra e mais de 40 mil gravuras nas rochas.
Porém, com base nas suas descobertas, Anati defende a identificação de Har Karkom com o Monte Sinai, sendo que o pico da atividade religiosa no local chegará a 2350-2000 a.C.; a montanha parece ter sido abandonada talvez entre 1950 e 1000 a.C.; o êxodo às vezes é datado entre 1600-1200 a.C.; no entanto, nenhuma evidência arqueológica foi apoiada por estudiosos para seja mantida uma data de 1600 a 1200 a.C.. Anati, em vez disso, coloca o Êxodo, com base em outras evidências arqueológicas, entre 2350 e 2000 aC.
James K. Hoffmeier escreveu:

Os estudiosos reagiram com indiferença ou antagonismo à teoria revisionista de Anati. As cronologias revisionistas não são novas, mas foram rotundamente rejeitadas por historiadores, estudiosos bíblicos e arqueólogos. Um crítico inicial foi Israel Finkelstein, que escreveu uma revisão devastadora. Ele rejeita corretamente as conclusões da Anati, porque o tipo de instalações de culto da Idade do Bronze descobertas em Har Karkom também foi encontrado em números significativos no deserto do sul, Negueve e Sinai- então as descobertas da Anati não são únicas, e Finkelstein fica consternado com o revisionismo cronológico de Anati. Ele também encontra a localização tão próxima de Kadesh e da problemática do Negueve, especialmente desde alguns anos antes, quando havia defendido uma localização do sul do Sinai para a montanha de Deus com base em fatores ecológicos. Outro problema para a teoria de Anati é que se esta montanha marca o lugar onde Israel recebeu as tábuas com os dez mandamentos, em que idioma eles teriam sido escritos entre 2200 e 2000 a.C.? A escrita alfabético da Cananeia, na qual a escrita hebraica se baseia, ainda estava em desenvolvimento em torno de 1800 a.C.

## Levantamentos arqueológicos

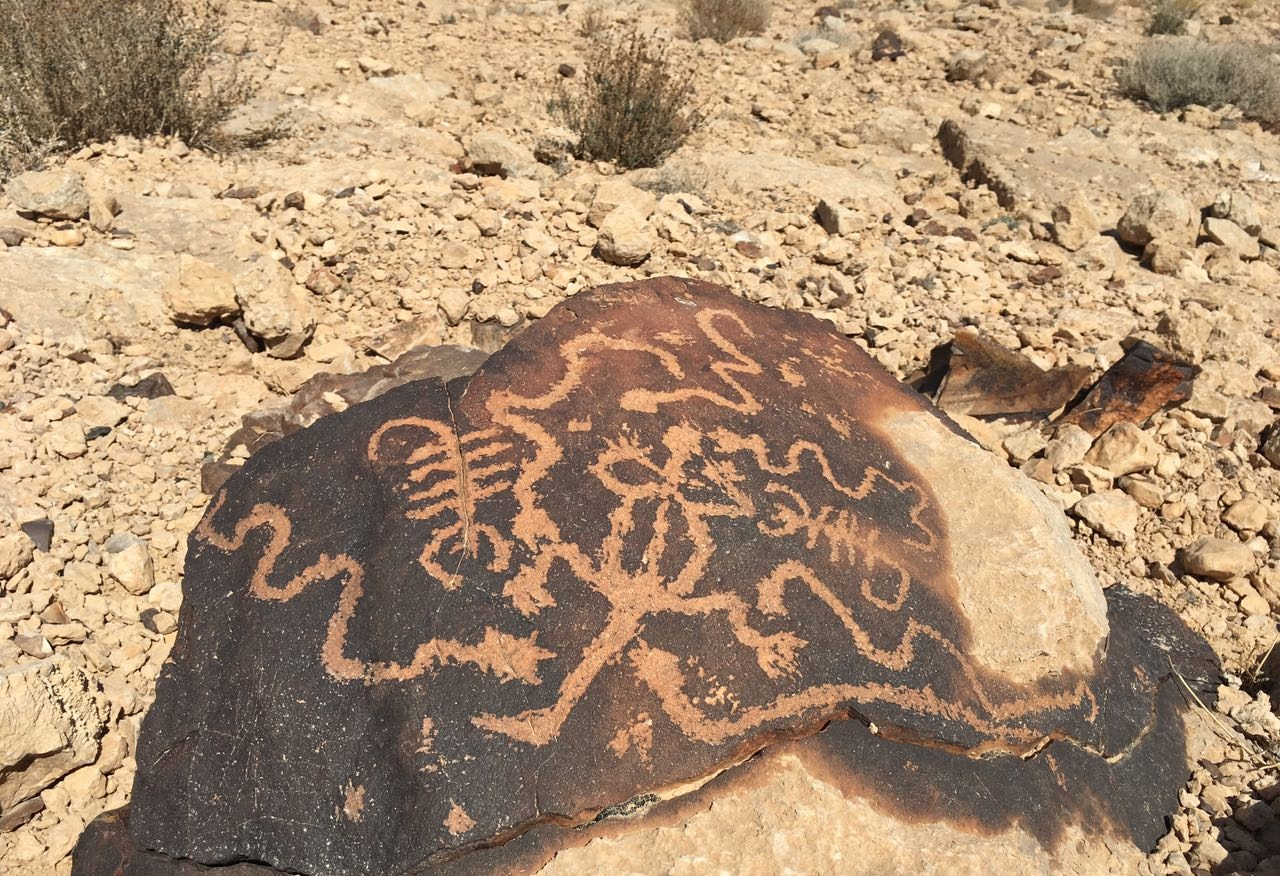
Uma gravura com escorpiões, cobras e um lagarto em Har Karkom.

A maioria dos levantamentos arqueológicos e escavações no monte foram realizadas pelo Prof. Emmanuel Anati em nome do Centro Camuno di Studi Preistorici em Val-Comunica, na Itália. Anati, fundador do Centro, é professor aposentado de paleontologia na Universidade de Lecce, na Itália.
Cerca de 1200 locais foram escavados na região, nos quais foram encontrados restos arqueológicos, a maioria dos quais datam do Paleolítico, Calcolítico, Bronze Anterior e Idade Média. Além desses sítios, o monte Karkom e seus arredores são preenchidos com pinturas de arte rupestre (mais de 40 mil), "esculturas de jardins" e esculturas antropomórficas.
O santuário descoberto em 1992 tem mais de 30 000 anos e consiste em quarenta pedras grandes com formas naturais colocadas no topo da montanha pelo homem antigo. No terreno circundante (uma área de cerca de 400 metros quadrados) encontraram-se 220 pedras adicionais. Se o local sagrado é do Paleolítico Inferior então esta pode ser uma montanha sagrada desde tempos muito antigos. Mais de 200 sítios paleolíticos foram descobertos em Har Karkom, localizada no caminho principal das migrações do homem entre África e Ásia. Instrumentos de pedra do tipo africano foram encontrados no local, datando dos períodos do Paleolítico Médio e Médio. A área foi abandonada no período neolítico, e novamente se tornaria ativa durante a Idade do Bronze. No topo da montanha existem locais de sepultura e rituais.